# Rally di Cina 1999
Il Rally di Cina 1999, ufficialmente denominato 3rd 555 China Rally, è stata l'undicesima prova del campionato del mondo rally 1999, nonché la terza edizione del Rally di Cina e la prima con valenza mondiale. La manifestazione si è svolta dal 17 al 19 settembre sugli sterrati della Cina nord orientale ed ebbe sede nel distretto di Huairou, a nord est di Pechino.
L'evento è stato vinto dal francese Didier Auriol, navigato dal connazionale Denis Giraudet, al volante di una Toyota Corolla WRC della scuderia ufficiale Toyota Castrol Team, davanti alla coppia britannica formata da Richard Burns e Robert Reid, su Subaru Impreza WRC99 del Subaru World Rally Team, e a quella spagnola composta da Carlos Sainz e Luis Moya, compagni di squadra dei vincitori.

## Dati della prova
| Denominazione ufficiale             | 555 China Rally |
| Edizione N°                         | 3 |
| Tappa N°                            | 11 di 14 |
| Data manifestazione                 | da venerdì 17/09/1999 a domenica 19/09/1999 |
| Sede ospitante                      | Huairou (distretto di Huairou, provincia di Pechino) |
| Sede parco assistenza               | Prima frazione: Ba Dao He (distretto di Huairou, provincia di Pechino). Seconda frazione: Nian Zi (distretto di Huairou, provincia di Pechino). Terza frazione: Jinshanling (contea di Luanping, provincia di Hebei). |
| Superficie                          | Terra |
| Iscritti                            | 71 |
| Partiti                             | 67 |
| Arrivati                            | 25 (37,3%) |
| Prove speciali previste             | 22 |
| Prove speciali disputate            | 20 (2 cancellate) |
| Prova più breve                     | 7,00 km (PS4 e PS8: Tou Dao Xue) |
| Prova più lunga                     | 33,07 km (PS2 e PS6: Zhung Hu Gou Men) |
| Prova più lenta                     | velocità media di 63,21 km/h (PS4: Tou Dao Xue 1) |
| Prova più veloce                    | velocità media di 124,13 km/h (PS13: Si Dao Dian 2) |
| Lunghezza prove speciali previste   | 385,72 km |
| Lunghezza prove speciali disputate  | 319,58 km (23,5% della distanza totale effettiva - cancellati 66,14 km) |
| Lunghezza complessiva trasferimenti | 1037,66 km |
| Distanza totale effettiva           | 1357,24 km |

## Itinerario
| Frazione            | Prova  | Ora    | Nome                              | Lunghezza | Totale    |
| ------------------- | ------ | ------ | --------------------------------- | --------- | --------- |
| Frazione 1 c        |        | 07:55  | Assistenza – Ba Dao He (10 min)   | –         | 151,12 km |
| Frazione 1 c        | PS1    | 08:19  | Qi Dao He 1                       | 9,03 km   | 151,12 km |
| Frazione 1 c        | PS2    | 08:44  | Zhung Hu Gou Men 1                | 33,07 km  | 151,12 km |
| Frazione 1 c        |        | 09:28  | Assistenza – Ba Dao He (20 min)   | –         | 151,12 km |
| Frazione 1 c        | PS3    | 10:42  | Da Xi Shan 1                      | 26,46 km  | 151,12 km |
| Frazione 1 c        | PS4    | 11:31  | Tou Dao Xue 1                     | 7,00 km   | 151,12 km |
| Frazione 1 c        |        | 11:55  | Assistenza – Ba Dao He (20 min)   | –         | 151,12 km |
| Frazione 1 c        | PS5    | 12:44  | Qi Dao He 2                       | 9,03 km   | 151,12 km |
| Frazione 1 c        | PS6    | 13:09  | Zhung Hu Gou Men 2                | 33,07 km  | 151,12 km |
| Frazione 1 c        |        | 13:53  | Assistenza – Ba Dao He (20 min)   | –         | 151,12 km |
| Frazione 1 c        | PS7    | 15:07  | Da Xi Shan 2                      | 26,46 km  | 151,12 km |
| Frazione 1 c        | PS8    | 15:56  | Tou Dao Xue 2                     | 7,00 km   | 151,12 km |
| Frazione 1 c        |        | 16:20  | Assistenza – Ba Dao He (45 min)   | –         | 151,12 km |
|                     |        |        |                                   |           |           |
| Frazione 2 (18 set) |        | 08:00  | Assistenza – Nian Zi (10 min)     | –         | 148,14 km |
| Frazione 2 (18 set) | PS9    | 08:48  | Si Dao Dian 1                     | 15,94 km  | 148,14 km |
| Frazione 2 (18 set) | PS10   | 09:13  | Di Shui Hu 1                      | 12,47 km  | 148,14 km |
| Frazione 2 (18 set) |        | 10:07  | Assistenza – Nian Zi (20 min)     |           | 148,14 km |
| Frazione 2 (18 set) | PS11   | 11:29  | Dao De Gou 1                      | 19,78 km  | 148,14 km |
| Frazione 2 (18 set) | PS12   | 12:05  | Hei Niu Shan 1                    | 25,88 km  | 148,14 km |
| Frazione 2 (18 set) |        | 12:32  | Assistenza – Nian Zi (20 min)     | –         | 148,14 km |
| Frazione 2 (18 set) | PS13   | 13:45  | Si Dao Dian 2                     | 15,94 km  | 148,14 km |
| Frazione 2 (18 set) | PS14   | 14:10  | Di Shui Hu 2                      | 12,47 km  | 148,14 km |
| Frazione 2 (18 set) |        | 15:04  | Assistenza – Nian Zi (20 min)     |           | 148,14 km |
| Frazione 2 (18 set) | PS15   | 16:26  | Dao De Gou 2                      | 19,78 km  | 148,14 km |
| Frazione 2 (18 set) | PS16   | 17:02  | Hei Niu Shan 2                    | 25,88 km  | 148,14 km |
| Frazione 2 (18 set) |        | 20:14  | Assistenza – Nian Zi (45 min)     | –         | 148,14 km |
|                     |        |        |                                   |           |           |
| Frazione 3 (19 set) |        | 08:07  | Assistenza – Jinshanling (10 min) | –         | 86,46 km  |
| Frazione 3 (19 set) | PS17   | 09:00  | Cha Doa Kou 1                     | 7,41 km   | 86,46 km  |
| Frazione 3 (19 set) | PS18   | 09:51  | Bei Gou 1                         | 19,15 km  | 86,46 km  |
| Frazione 3 (19 set) | PS19   | 10:19  | Wu Ying Zi 1                      | 16,67 km  | 86,46 km  |
| Frazione 3 (19 set) |        | 10:58  | Assistenza – Jinshanling (20 min) | –         | 86,46 km  |
| Frazione 3 (19 set) | PS20   | 12:16  | Cha Doa Kou 2                     | 7,41 km   | 86,46 km  |
| Frazione 3 (19 set) | PS21   | 13:07  | Bei Gou 2                         | 19,15 km  | 86,46 km  |
| Frazione 3 (19 set) | PS22   | 13:35  | Wu Ying Zi 2                      | 16,67 km  | 86,46 km  |
| Frazione 3 (19 set) |        | 14:57  | Assistenza – Jinshanling (10 min) | –         | 86,46 km  |
| Totale              | Totale | Totale | Totale                            | Totale    | 385,72 km |

## Risultati

### Classifica
| Pos.                                 | Nº       | Pilota            | Co-pilota         | Auto                       | Squadra                      | Classe       | Tempo     | Distacco | Punti    |
| Generale                             | Generale | Generale          | Generale          | Generale                   | Generale                     | Generale     | Generale  | Generale | Generale |
| ------------------------------------ | -------- | ----------------- | ----------------- | -------------------------- | ---------------------------- | ------------ | --------- | -------- | -------- |
| 1.                                   | 4        | Didier Auriol     | Denis Giraudet    | Toyota Corolla WRC         | Toyota Castrol Team          | WRC          | 3h38'36"6 | –        | 10       |
| 2.                                   | 5        | Richard Burns     | Robert Reid       | Subaru Impreza WRC99       | Subaru World Rally Team      | WRC          | 3h39'32"4 | +55"8    | 6        |
| 3.                                   | 3        | Carlos Sainz      | Luis Moya         | Toyota Corolla WRC         | Toyota Castrol Team          | WRC          | 3h40'56"0 | +2'19"4  | 4        |
| 4.                                   | 6        | Juha Kankkunen    | Juha Repo         | Subaru Impreza WRC99       | Subaru World Rally Team      | WRC          | 3h43'54"7 | +5'18"1  | 3        |
| 5.                                   | 9        | Harri Rovanperä   | Risto Pietiläinen | SEAT Córdoba WRC Evo2      | SEAT Sport                   | WRC          | 3h47'52"0 | +9'15"4  | 2        |
| 6.                                   | 11       | Volkan Isik       | Erkan Bodur       | Toyota Corolla WRC         | Toyota Mobil Team Turkey     | WRC / TC     | 3h54'42"3 | +16'05"7 | 1        |
| 7.                                   | 21       | Toshihiro Arai    | Roger Freeman     | Subaru Impreza WRX         | STI Club Rally Team          | N4 / PWRC    | 3h58'32"5 | +19'55"9 | -        |
| 8.                                   | 15       | Gustavo Trelles   | Martin Christie   | Mitsubishi Lancer Evo V    | Ralliart Italia              | N4 / PWRC    | 4h06'33"6 | +27'57"0 | -        |
| 9.                                   | 22       | Katsuhiko Taguchi | Ron Teoh          | Mitsubishi Lancer Evo VI   | Mitsubishi Ralliart Malaysia | N4 / PWRC    | 4h09'46"8 | +31'10"2 | -        |
| 10.                                  | 26       | Alister McRae     | David Senior      | Hyundai Coupé Kit Car Evo2 | Hyundai Motorsport           | A7 / 2L      | 4h11'51"7 | +33'15"1 | -        |
| Campionato piloti vetture produzione |          |                   |                   |                            |                              |              |           |          |          |
| 1. (7.)                              | 21       | Toshihiro Arai    | Roger Freeman     | Subaru Impreza WRX         | STI Club Rally Team          | N4 / PWRC    | 3h58'32"5 | –        | 13       |
| 2. (8.)                              | 15       | Gustavo Trelles   | Martin Christie   | Mitsubishi Lancer Evo V    | Ralliart Italia              | N4 / PWRC    | 4h06'33"6 | +8'01"1  | 8        |
| 3. (9.)                              | 22       | Katsuhiko Taguchi | Ron Teoh          | Mitsubishi Lancer Evo VI   | Mitsubishi Ralliart Malaysia | N4 / PWRC    | 4h09'46"8 | +11'14"3 | 5        |
| 4. (12.)                             | 19       | Michael Guest     | David Green       | Subaru Impreza WRX         | Winfield World Rally Team    | N4 / PWRC TC | 4h23'59"9 | +25'27"4 | 3        |
| 5. (13.)                             | 32       | Chan Chi Wah      | Tang Po Lin       | Mitsubishi Lancer Evo VI   | -                            | N4 / PWRC    | 4h28'00"0 | +29'27"5 | 2        |
| 6. (14.)                             | 28       | Saladin Mazlan    | Jagdev Singh      | Proton Wira 4WD            | Petronas EON Racing Team     | N4 / PWRC    | 4h29'39"4 | +31'06"9 | 1        |
| Coppa FIA squadre                    |          |                   |                   |                            |                              |              |           |          |          |
| 1. (6.)                              | 11       | Volkan Isik       | Erkan Bodur       | Toyota Corolla WRC         | Toyota Mobil Team Turkey     | WRC / TC     | 3h54'42"3 | –        | 10       |
| 2. (12.)                             | 19       | Michael Guest     | David Green       | Subaru Impreza WRX         | Winfield World Rally Team    | N4 / TC PWRC | 4h23'59"9 | +29'17"6 | 6        |
| Coppa FIA 2 litri costruttori        |          |                   |                   |                            |                              |              |           |          |          |
| 1. (10.)                             | 26       | Alister McRae     | David Senior      | Hyundai Coupé Kit Car Evo2 | Hyundai Motorsport           | A7 / 2L      | 4h11'51"7 | –        | 10       |
| 2. (11.)                             | 24       | Kenneth Eriksson  | Staffan Parmander | Hyundai Coupé Kit Car Evo2 | Hyundai Motorsport           | A7 / 2L      | 4h12'56"1 | +1'04"4  | 6        |

| Principali ritiri | Principali ritiri | Principali ritiri | Principali ritiri  | Principali ritiri            | Principali ritiri            | Principali ritiri | Principali ritiri  | Principali ritiri |
| PS                | Nº                | Pilota            | Co-pilota          | Auto                         | Squadra                      | Classe            | Causa              | Pos.              |
| ----------------- | ----------------- | ----------------- | ------------------ | ---------------------------- | ---------------------------- | ----------------- | ------------------ | ----------------- |
| PS 1              | 7                 | Colin McRae       | Nicky Grist        | Ford Focus WRC               | Ford Motor Co Ltd            | WRC               | Sospensione        | -                 |
| PS 1              | 8                 | Thomas Rådström   | Fred Gallagher     | Ford Focus WRC               | Ford Motor Co Ltd            | WRC               | Sospensione        | -                 |
| PS 7              | 2                 | Freddy Loix       | Sven Smeets        | Mitsubishi Carisma GT Evo VI | Marlboro Mitsubishi Ralliart | WRC               | Incidente          | 12º               |
| PS 7              | 13                | Jesús Puras       | Marc Martí         | Toyota Corolla WRC           | -                            | WRC               | Problemi elettrici | 52º               |
| PS 8              | 10                | Piero Liatti      | Carlo Cassina      | SEAT Córdoba WRC             | SEAT Sport                   | WRC               | Motore             | 7º                |
| PS 16             | 1                 | Tommi Mäkinen     | Risto Mannisenmäki | Mitsubishi Lancer Evo VI     | Marlboro Mitsubishi Ralliart | WRC               | Sospensione        | 3º                |

Legenda
| Icona | Classe                                                                                  |
| ----- | --------------------------------------------------------------------------------------- |
| WRC   | Equipaggio che può conquistare punti per il campionato costruttori WRC                  |
| WRC   | Equipaggio di classe A8 che non può conquistare punti per il campionato costruttori WRC |
| PWRC  | Equipaggio registrato al campionato PWRC                                                |
| 2L    | Equipaggio registrato alla Coppa FIA 2 litri costruttori                                |
| TC    | Equipaggio registrato alla Coppa FIA squadre                                            |
|       | Ulteriori classificazioni                                                               |

### Prove speciali
| Frazione            | Prova | Ora   | Nome               | Lunghezza | Vincitori                        | Tempo            | Leader del rally                 |
| ------------------- | ----- | ----- | ------------------ | --------- | -------------------------------- | ---------------- | -------------------------------- |
| Frazione 1 (17 Set) | PS1   | 08:19 | Qi Dao He 1        | 9,03 km   | Didier Auriol Denis Giraudet     | 7'01"7           | Didier Auriol Denis Giraudet     |
| Frazione 1 (17 Set) | PS2   | 08:44 | Zhung Hu Gou Men 1 | 33,07 km  | prova cancellata                 | prova cancellata | Didier Auriol Denis Giraudet     |
| Frazione 1 (17 Set) | PS3   | 10:42 | Da Xi Shan 1       | 26,46 km  | Tommi Mäkinen Risto Mannisenmäki | 19'59"3          | Tommi Mäkinen Risto Mannisenmäki |
| Frazione 1 (17 Set) | PS4   | 11:31 | Tou Dao Xue 1      | 7,00 km   | Tommi Mäkinen Risto Mannisenmäki | 6'38"7           | Tommi Mäkinen Risto Mannisenmäki |
| Frazione 1 (17 Set) | PS5   | 12:44 | Qi Dao He 2        | 9,03 km   | Didier Auriol Denis Giraudet     | 6'48"1           | Tommi Mäkinen Risto Mannisenmäki |
| Frazione 1 (17 Set) | PS6   | 13:09 | Zhung Hu Gou Men 2 | 33,07 km  | prova cancellata                 | prova cancellata | Tommi Mäkinen Risto Mannisenmäki |
| Frazione 1 (17 Set) | PS7   | 15:07 | Da Xi Shan 2       | 26,46 km  | Richard Burns Robert Reid        | 19'35"8          | Richard Burns Robert Reid        |
| Frazione 1 (17 Set) | PS8   | 15:56 | Tou Dao Xue 2      | 7,00 km   | Richard Burns Robert Reid        | 6'23"6           | Richard Burns Robert Reid        |
|                     |       |       |                    |           |                                  |                  | Richard Burns Robert Reid        |
| Frazione 2 (18 Set) | PS9   | 08:48 | Si Dao Dian 1      | 15,94 km  | Richard Burns Robert Reid        | 7'55"7           | Richard Burns Robert Reid        |
| Frazione 2 (18 Set) | PS10  | 09:13 | Di Shui Hu 1       | 12,47 km  | Didier Auriol Denis Giraudet     | 10'34"7          | Richard Burns Robert Reid        |
| Frazione 2 (18 Set) | PS11  | 11:29 | Dao De Gou 1       | 19,78 km  | Tommi Mäkinen Risto Mannisenmäki | 13'54"2          | Richard Burns Robert Reid        |
| Frazione 2 (18 Set) | PS12  | 12:05 | Hei Niu Shan 1     | 25,88 km  | Tommi Mäkinen Risto Mannisenmäki | 14'05"9          | Richard Burns Robert Reid        |
| Frazione 2 (18 Set) | PS13  | 13:45 | Si Dao Dian 2      | 15,94 km  | Tommi Mäkinen Risto Mannisenmäki | 7'42"3           | Richard Burns Robert Reid        |
| Frazione 2 (18 Set) | PS14  | 14:10 | Di Shui Hu 2       | 12,47 km  | Didier Auriol Denis Giraudet     | 10'16"4          | Didier Auriol Denis Giraudet     |
| Frazione 2 (18 Set) | PS15  | 16:26 | Dao De Gou 2       | 19,78 km  | Tommi Mäkinen Risto Mannisenmäki | 13'35"2          | Didier Auriol Denis Giraudet     |
| Frazione 2 (18 Set) | PS16  | 17:02 | Hei Niu Shan 2     | 25,88 km  | Carlos Sainz Luis Moya           | 14'26"1          | Didier Auriol Denis Giraudet     |
|                     |       |       |                    |           |                                  |                  | Didier Auriol Denis Giraudet     |
| Frazione 3 (19 Set) | PS17  | 09:00 | Cha Doa Kou 1      | 7,41 km   | Didier Auriol Denis Giraudet     | 5'37"3           | Didier Auriol Denis Giraudet     |
| Frazione 3 (19 Set) | PS18  | 09:51 | Bei Gou 1          | 19,15 km  | Didier Auriol Denis Giraudet     | 13'15"7          | Didier Auriol Denis Giraudet     |
| Frazione 3 (19 Set) | PS19  | 10:19 | Wu Ying Zi 1       | 16,67 km  | Didier Auriol Denis Giraudet     | 10'15"8          | Didier Auriol Denis Giraudet     |
| Frazione 3 (19 Set) | PS20  | 12:16 | Cha Doa Kou 2      | 7,41 km   | Richard Burns Robert Reid        | 5'49"4           | Didier Auriol Denis Giraudet     |
| Frazione 3 (19 Set) | PS21  | 13:07 | Bei Gou 2          | 19,15 km  | Didier Auriol Denis Giraudet     | 13'06"3          | Didier Auriol Denis Giraudet     |
| Frazione 3 (19 Set) | PS22  | 13:35 | Wu Ying Zi 2       | 16,67 km  | Didier Auriol Denis Giraudet     | 9'58"1           | Didier Auriol Denis Giraudet     |

## Classifiche mondiali
Classifica piloti
| Pos. | Pos. | Pilota            | Punti |
| ---- | ---- | ----------------- | ----- |
| 1    |      | Tommi Mäkinen     | 48    |
| 2    |      | Didier Auriol     | 48    |
| 3    | 1    | Carlos Sainz      | 38    |
| 4    | 1    | Juha Kankkunen    | 37    |
| 5    |      | Richard Burns     | 35    |
| 6    |      | Colin McRae       | 23    |
| 7    |      | Philippe Bugalski | 20    |
| 8    |      | Toni Gardemeister | 6     |
| 9    |      | Jesús Puras       | 6     |
| 10   |      | Freddy Loix       | 6     |
| 11   |      | Thomas Rådström   | 5     |
| 12   | 4    | Harri Rovanperä   | 5     |
| 13   | 1    | François Delecour | 3     |
| 14   | 1    | Ian Duncan        | 3     |
| 14   | 1    | Marcus Grönholm   | 3     |
| 16   | 1    | Bruno Thiry       | 3     |
| 17   |      | Markko Märtin     | 2     |
| 18   |      | Petter Solberg    | 2     |
| 19   |      | Possum Bourne     | 2     |
| 20   | N    | Volkan Işık       | 1     |
| 21   | 1    | Piero Liatti      | 1     |
| 22   | 1    | Leonidas Kirkos   | 1     |

Classifica costruttori WRC
| Pos. | Pos. | Squadra                      | Punti |
| ---- | ---- | ---------------------------- | ----- |
| 1    |      | Toyota Castrol Team          | 99    |
| 2    |      | Subaru World Rally Team      | 77    |
| 3    |      | Marlboro Mitsubishi Ralliart | 61    |
| 4    |      | Ford Motor Co Ltd            | 35    |
| 5    |      | SEAT Sport                   | 18    |
| 6    |      | Peugeot Esso                 | 3     |
| 7    |      | Škoda Motorsport             | 3     |